# Holmes County (Mississippi)
 For alternative betydninger, se Holmes County. (Se også artikler, som begynder med Holmes County)
Holmes County er et county i den amerikanske delstat Mississippi. Det samlede areal er 1.979 km², hvoraf 1.958 km² er land.
Administrativt centrum er Lexington.
33°07′N 90°05′V / 33.12°N 90.09°V